# Ian Harding
Pour les articles homonymes, voir Harding.
Ian Harding, né le 16 septembre 1986 à Heidelberg (République fédérale d'Allemagne), est un acteur germano-américain.
Il est surtout connu pour son rôle du professeur Ezra Fitz, le petit ami d'Aria Montgomery dans la série dramatique américaine Pretty Little Liars.

## Biographie
Né à Heidelberg (Allemagne), sa famille déménage quelques années plus tard en Virginie (États-Unis), où il intègre le club de théâtre du lycée Georgetown Prep, puis l'université Carnegie-Mellon. Il a une sœur, Sarah Harding. Il descend d'une famille de militaire. Les parents de Ian sont divorcés, son père Stephen est écrivain.

### Carrière
Après être diplômé de l'université, en 2009, Ian décroche un petit rôle dans Adventureland : Un job d'été à éviter. La même année, il joue dans un épisode de la saison 1 de NCIS : Los Angeles.
En 2010, il obtient le rôle principal d'Ezra Fitz, professeur et petit ami d'Aria Montgomery (Lucy Hale) dans la série télévisée Pretty Little Liars développée par I. Marlene King (d'après la série littéraire Les Menteuses, de Sara Shepard), diffusée sur la chaîne américaine ABC Family / Freeform de juin 2010 à juin 2017. Grâce à son rôle, il a remporté sept Teen Choice Awards du meilleur acteur dramatique entre  2010 à 2016.
Il fut piégé par Lucy Hale dans l'émission Punk'd.
En 2012, il joua le rôle principal dans le court métrage Christmas without you. Il a également un rôle dans le court métrage Immediately afterlife avec Shay Mitchell et Troian Bellisario, où il remplace Brant Daugherty qui était pris par un autre projet.
En 2013, il obtient le rôle principal dans le film Dynamite : A Cautionary Tale aux côtés d'Evanna Lynch.
En 2014, il apparaît dans le clip de Last Love Song de ZZ Ward (Il s'agit de scène tirées de la série Pretty Little Liars).
En février 2016, il est annoncé qu'il jouera dans le film Office Uprising, un film de zombies, aux côtés de Brenton Thwaites.
En 2015, il fait la couverture du magazine Maniac de janvier/février et Bello Mag de juillet. En juillet 2016, il entame un partenariat avec la marque Lab Series.
En 2019, il obtient un rôle dans le film Le Mans 66 (Ford v Ferrari) de James Mangold avec Matt Damon et Christian Bale.
Il a ensuite été choisi pour rejoindre le casting de la comédie Good People, diffusée sur Amazon Prime Video et produite par Lee Daniels, Whitney Cummings et Lisa Kudrow. Il sera aux côtés de Whitney Cummings, Lisa Kudrow, Greg Kinnear et Tasha Smith. Il rejoint également la comédie No Apologies de Sanaa Hamri aux côtés de Katie Holmes, James Tupper et Christian Camargo.
La même année, il retrouve Torrey DeVitto sa co-star de Pretty Little Liars, dans la série Chicago Med dans le rôle récurrent de Phillip Davis lors des saisons 4 et 5.

### Vie privée
Ian soutient activement l'association Lupus Foundation Of America car sa mère, Mary, est atteinte du Lupus. Le 8 octobre 2014, Ian est honoré par la LFA (Lupus Fondation of America) pour son travail contre le lupus, il a récolté plus de 50 000 dollars en vendant ses tee-shirt Oh Hey et Future Mrs Fitz. En 2015 et 2016, il a créé deux nouveaux Tee-Shirt: "What Would Ezra Do" et "The Best Ship", ce dernier avec Lucy Hale sa partenaire dans Pretty Little Liars.
Il a fait le Ice Bucket Challenge étant nommé par Torrey DeVitto et Holly Marie Combs. Il a nommé entre autres, Julian Morris et Keegan Allen. Il a assisté au concert de Lucy Hale à Los Angeles le 31 juillet.
Parmi ses amis proches, ses co-stars de Pretty Little Liars, Lucy Hale, Shay Mitchell, Keegan Allen, Julian Morris, Huw Collins ainsi que Torrey DeVitto.
Depuis fin 2010, Ian est en couple avec la photographe Sophie Hart. Ils se sont mariés en secret en 2019. Sur son compte Instagram, l'acteur dévoile la naissance de son premier enfant le 16 septembre 2022, le jour de ses 36 ans.

## Filmographie

### Longs métrages
- 2009 : Deadtime Stories
- 2009 : Adventureland : Un job d'été à éviter : Wealthy Prepster
- 2010 : Love and other Drugs : stagiaire chez Pfizer
- 2014 : Dynamite a cautionary tale : Max Bornestein
- 2017 : People You May Know : Philip
- 2018 : Office Uprising
- 2019 : Le Mans 66 (Ford v Ferrari) de James Mangold : Jimmy
- 2024 : Our Little Secret : Logan

### Courts métrages
- 2012: Christmas Without You : Nate Stewart
- 2013: Buisness Cards on the rock : Ben
- 2013: Immediately aftelife : Elder Paul Fields
- 2015: Minimum Wage : Tim
- 2016: Break The Musical : Jesse
- 2016: Pale Blue : Ben

### Télévision

#### Séries Télévisées
- 2010 : NCIS : Los Angeles : Curtis Lacross (saison 1, épisode 15)
- 2010 : Hollywood is like High School with Money (6 épisodes)
- 2010 - 2017 : Pretty Little Liars : Ezra Fitz (rôle principal, 157 épisodes)
- 2012 : Punk'd : Stars piégées : Lui-même
- 2018 : Chicago Med : Philip Davis (rôle récurrent saison 4 et 5, 11 épisodes)

#### Téléfilms
- 2019 : No Apologies de Sanaa Hamri : Sam Gerard
- 2019 : Good People de Lee Daniels : Will Marks
- 2022 : Coup de foudre pour l'esprit de Noël de Rich Newey : Peter Baron

## Distinctions
| Année | Cérémonie                   | Catégorie                                     | Travail Récompensé  | Résultat   |
| ----- | --------------------------- | --------------------------------------------- | ------------------- | ---------- |
| 2010  | Teen Choice Awards          | Meilleur acteur de l'été pour son rôle        | Pretty Little Liars | Lauréat    |
| 2011  | GLAAD Media Awards (en)     | Exceptionnel série dramatique                 | Pretty Little Liars | Nomination |
| 2011  | People's Choice Awards (en) | Favorite TV Obsession                         | Pretty Little Liars | Nomination |
| 2011  | Teen Choice Awards          | Meilleure série dramatique                    | Pretty Little Liars | Lauréat    |
| 2011  | Teen Choice Awards          | Meilleur acteur de l'été pour son rôle        | Pretty Little Liars | Lauréat    |
| 2011  | Teen Choice Awards          | Meilleure série dramatique                    | Pretty Little Liars | Lauréat    |
| 2012  | Teen Choice Awards          | Meilleur acteur dans une série dramatique     | Pretty Little Liars | Lauréat    |
| 2012  | Teen Choice Awards          | Meilleure série dramatique                    | Pretty Little Liars | Lauréat    |
| 2012  | People's Choice Awards      | Série préférée du public                      | Pretty Little Liars | Lauréat    |
| 2012  | GLAAD Media Awards (en)     | Exceptionnel série dramatique                 | Pretty Little Liars | Nomination |
| 2012  | TV Guide Awards (en)        | Favorite guilty pleasure                      | Pretty Little Liars | Nomination |
| 2013  | Teen Choice Awards          | Meilleur acteur dans une série dramatique     | Pretty Little Liars | Lauréat    |
| 2013  | Teen Choice Awards          | Meilleure série dramatique de l'été           | Pretty Little Liars | Lauréat    |
| 2013  | Teen Choice Awards          | Meilleure série dramatique                    | Pretty Little Liars | Lauréat    |
| 2013  | People's Choice Awards      | Meilleure série de câble                      | Pretty Little Liars | Nomination |
| 2014  | People's Choice Awards      | Série préféré du public                       | Pretty Little Liars | Nomination |
| 2014  | Teen Choice Awards          | Meilleure série dramatique                    | Pretty Little Liars | Lauréat    |
| 2014  | Teen Choice Awards          | Meilleur acteur dans une série dramatique     | Pretty Little Liars | Lauréat    |
| 2014  | ABC Family Awards           | Meilleur vilain dans une série dramatique     | Pretty Little Liars | Lauréat    |
| 2014  | Just Jared Jr Awards        | Le garçon qui fait le plus rêver d'ABC Family | Pretty Little Liars | Lauréat    |
| 2015  | People's Choice Awards      | Série dramatique préférée du câble            | Pretty Little Liars | Lauréat    |
| 2015  | Teen Choice Awards          | Meilleure série dramatique                    | Pretty Little Liars | Lauréat    |
| 2015  | Teen Choice Awards          | Meilleur acteur dans une série dramatique     | Pretty Little Liars | Lauréat    |
| 2016  | Teen Choice Awards          | Meilleure série dramatique                    | Pretty Little Liars | Lauréat    |
| 2016  | Teen Choice Awards          | Meilleur acteur dramatique                    | Pretty Little Liars | Lauréat    |
| 2017  | Teen Choice Awards          | Meilleur acteur dans une série dramatique     | Pretty Little Liars | Nomination |